# Mariakapel (Krawinkel)

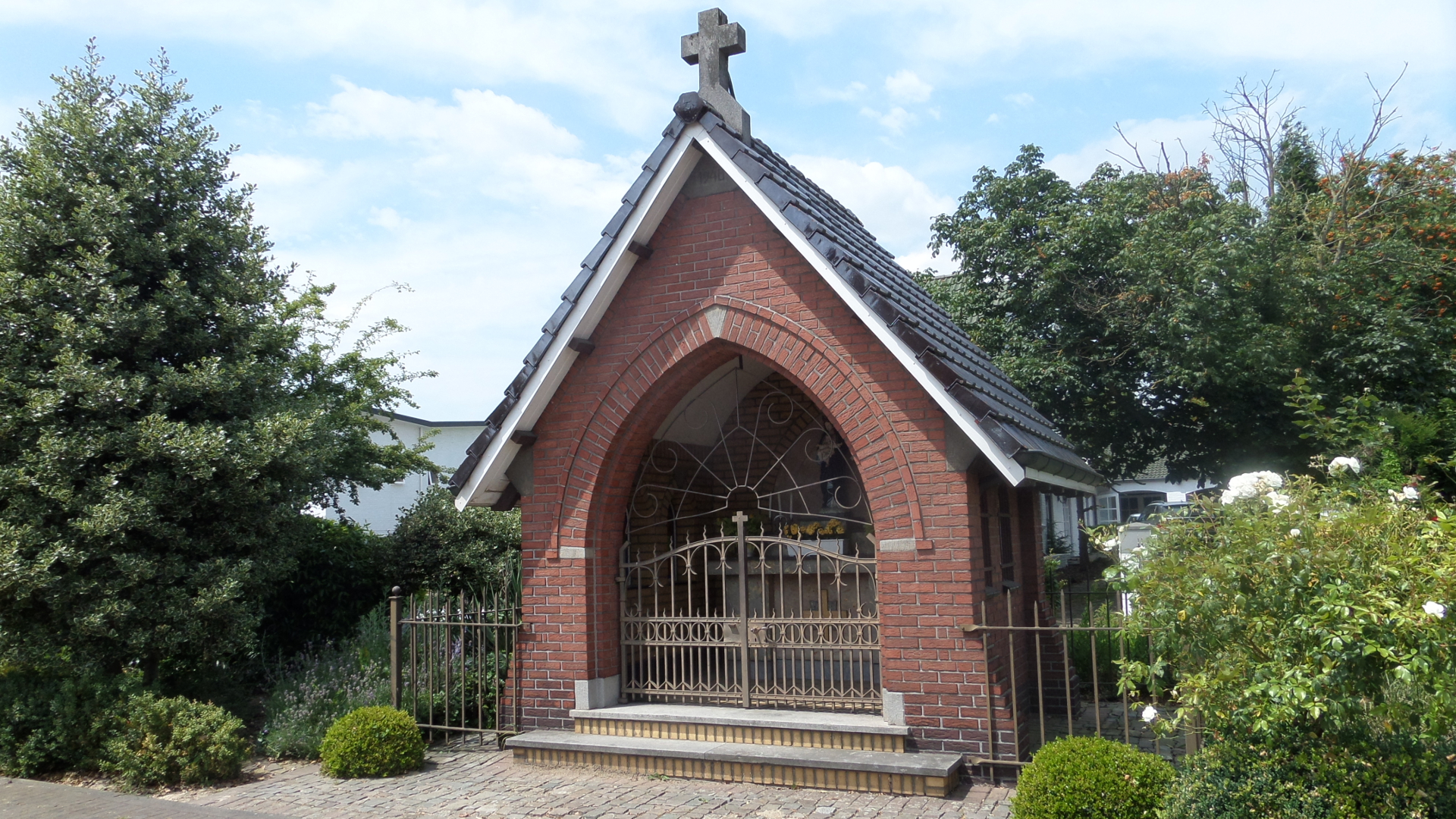
De Mariakapel

De Mariakapel is een kapel in Krawinkel in Geleen in de Nederlands Zuid-Limburgse gemeente Sittard-Geleen. De kapel staat in het zuidwesten van Geleen aan de Rijksweg Zuid. Achter de kapel ligt de Keerstraat.
De kapel is gewijd aan Maria.

## Geschiedenis
In deze buurt zou reeds sinds de 16e eeuw een kapel hebben gestaan.
In 1898 werd de 16e-eeuwse kapel vervangen door een nieuwe kapel.
In 1940 werd er een nieuwe kapel gebouwd, maar de bouw werd even door het binnentrekkende Duitse leger in de Tweede Wereldoorlog onderbroken.
In mei 1979 werd het oorspronkelijk beeld uit de kapel gestolen, waarna een nieuw beeld in de kapel werd geplaatst.

## Bouwwerk
De rode bakstenen kapel is opgetrokken op een rechthoekig plattegrond en wordt gedekt door een uitkragend zadeldak met geglazuurde pannen. In de achtergevel is met donkere bakstenen een kruis ingemetseld. In de beide zijgevels is elk twee spitsboogvensters aangebracht. Op de nok van het dak is boven de frontgevel een cementstenen kruis geplaatst. De frontgevel bevat de spitsboogvormige toegang tot de kapel en voorzien van grijze cementstenen aanzetstenen en sluitsteen, waarbij de toegang wordt afgesloten met een smeedijzeren hek. In de top van de gevel is een gevelsteen ingemetseld waarin het jaartal 1940 gegraveerd is.
Van binnen is de kapel uitgevoerd in gele bakstenen en wordt deze gedekt door een wit gepleisterd gewelf. Tegen de achterwand is het massieve altaar geplaatst en op het altaar staat het polychrome Mariabeeld. Het beeld toont een gekroonde Maria die het kindje Jezus voor de borst houdt. Achter het Mariabeeld is een spitsboogvormig stuk achterwand in marmer uitgevoerd.